# آلبرتو بروگی
آلبرتو بروگی (انگلیسی: Alberto Broggi؛ زادهٔ december ۱, ۱۹۶۶ (۵۸ سال)) دانشمند در زمینه رباتیک و بینایی رایانه‌ای اهل ایتالیا است.